# Alexander Osmerkin
Alexander Alexandrovich Osmerkin (Александр Александрович Осмеркин; 8 de dezembro de 1892 - 25 de junho de 1953 (60 anos)) foi um pintor, designer gráfico, cenógrafo e professor de arte ucraniano. Foi membro do grupo de vanguarda Valete de Diamantes e dos grupos AKhRR e Sociedade Moscovita de Artistas (OmKh). Foi desde 1932 membro da União de Artistas de Leninegrado.

## Biografia

### Juventude
Alexander Osmerkin nasceu em Elisavetgrad numa família de um balconista dos correios. Foi criado pela sua ama Ucraniana que, até ao fim da sua vida, se tornaria na sua assistente pessoal. Teve as primeiras aulas artísticas no departamento de desenho da Escola Profissional Regional de Elisavetgrad por conta de um pintor de Peredvizhnik, Feodosy Kozachinskiy.
Em 1911 Osmerkin mudou-se para Kiev de modo a prosseguir os estudos na arte. Frequentou lições na Escola Profissional Artística de Kiev, onde conheceu Alexandra Exter e outros artistas de vanguarda, que se tornariam influências no seu trabalho e visão. Embora o autor tenha citado Paul Cézanne como sua principal influência, Osmerkin bebeu de várias fontes e estilos, antes de ter desenvolvido o seu próprio. Caminhou em direcção ao Fauvismo depois de ter contacto com os trabalhos de Henri Matisse, André Derain e outros fauvistas. Visitou São Petersburgo várias vezes para estudar arte nos museus, tendo também feito inúmeras paisagens segundo um estilo próprio, mesclando silhuetas clássicas da cidade com a sua estética fauvista. Mais tarde, fixar-se-ia em Moscovo e juntou-se ao estúdio artístico de Ilya Mashkov. Sendo seu seguidor, tornou-se o mais jovem artista no grupo Valete de Diamantes.

### Leninegrado

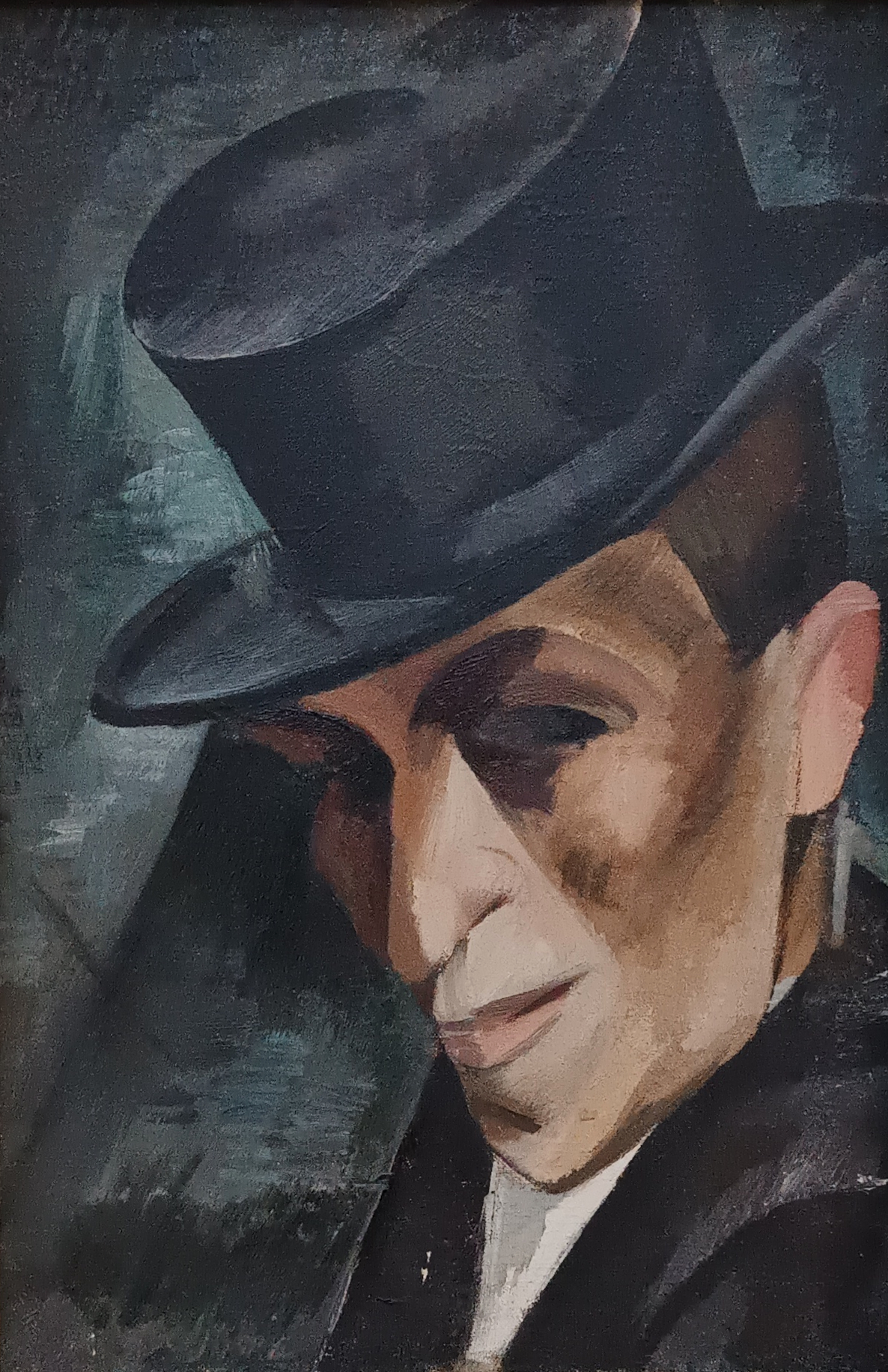
Homem de Cartola, 1915

A partir de 1918 trabalhou como professor de artes, primeiro na escola VKhUTEMAS em Moscovo. Inicialmente ensinou junto com Vassili Kandinsky, até este ter emigrado. É então que abre o seu próprio atelier, ensinando ao mesmo tempo no Insituto Surikov de Artes de Moscovo. É aí que o seu círculo próximo inclui nomes como o poeta Osip Mandelstam, os escritores Osip Brik e Viktor Shklovsky, assim como os artistas do grupo Valete de Diamantes ("Bubnovy Valet").
Durante a década de 1920 e 30, Osmerkin viveu e trabalhou em Leninegrado. É aí que, a convite de Isaac Brodsky, lecciona no seu curso na Academia Imperial de Artes. Em 1927 a sua tela Guardas Vermelhos no Palácio de Inverno (Красная гвардия в Зимнем дворце), também conhecida como Tomada do Palácio de Inverno (Взятие Зимнего) é adquirida para a colecção permanente do Museu Estatal Russo de Leninegrado. Em 1927 fez parte da notória exposição artística que decorria no Museu Estatal Russo, expondo trabalhos em conjunto com os de  Marc Chagall, David Burlyuk, Natalia Goncharova, Mikhail Larionov, Vasili Kandinsky, Robert Falk, Kuzma Petrov-Vodkin, Pyotr Konchalovsky e outros mestres da arte Russa. É neste período que Osmerkin abandona progressivamente o seu estilo, uma vez que o pico dos movimentos de vanguarda acabou pouco depois da revolução, e algumas tendências perdiam já a sensação de novidade, abraçando uma estética mais figurativa e clássica. Em 1937 realiza algumas cenografias para a peça de Pushkin Mozart e Salieri no Teatro Bolshoi. Osmerkin era também o mentor de uma disciplina própria na Academia de Artes de Leninegrado e foi um dos fundadores da Escola de Pintura de Leninegrado (Ленинградская школа живописи). Em Leninegrado teve um grande número de estudantes que se viriam a tornar notórios, como Elena Skuin, Victor Teterin, Evgenia Baykova, Lev Orekhov, Ivan Godlevsky, Gleb Savinov, Olga Bogaevskaya, V. Savitsky e Evsei Moiseenko entre outros.

### Durante o Estalinismo
Osmerkin, enquanto artista inovador que contribuiu para o desenvolvimento da vanguarda russa, foi condenado ao sofrimento durante a ditadura de Estaline. Assistiu à destruição do ambiente cultural, colecções de arte privadas, museus e bibliotecas. Sobreviveu à primeira eliminação em massa de intelectuais Russos, embora tenha ficado devastado pela prisão e execução do seu amigo Osip Mandelstam. Durante a década de 1940 e 50, Osmerkin torna-se amigo da poeta Anna Akhmatova.
Em 1946, o Partido Comunista recomeça a perseguição aos intelectuais e artistas criativos. A par de outras vítimas de Estaline, como Anna Akhmatova e Mikhail Zoshchenko, Osmerkin foi acusado de formalismo e de espalhar a influência Ocidental na arte soviética. Foi interdito do ensino e proibido de expor os seus trabalhos, tendo portanto sido deixado sem nenhuma fonte de rendimento. Durante os seus últimos anos de vida, Osmerkin foi completamente afastado da vida em público e tornou-se um artista clandestino. Morreu em 25 de Junho de 1953 enquanto trabalhava numa paisagem perto de Moscovo.

## Obra
Assim como todos os membros do Valete de Diamantes, Osmerkin considerava-se um Cézanista. Foi também influenciado pelo fauvismo e cubismo. Mais tarde seria influenciado pelo experiências com cores e num período mais tardio tornou-se um neoimpressionista. As obras mais notáveis do autor estão ligadas à pintura de paisagem, naturezas mortas e retratos. Também foi autor de algumas pinturas dentro do realismo soviético como retratos de Stakhanovite ou Tomada do Palácio de Inverno .
Alexander Osmerkin criou mais de 700 obras de arte em vários géneros. As suas pinturas e desnehos podem ser encontrados na Galeria Tretyakov e no Museu Pushkin em Moscovo, assim como no Museu Russo, entre muitas instituições internacionais e colecções privadas.

## Galeria

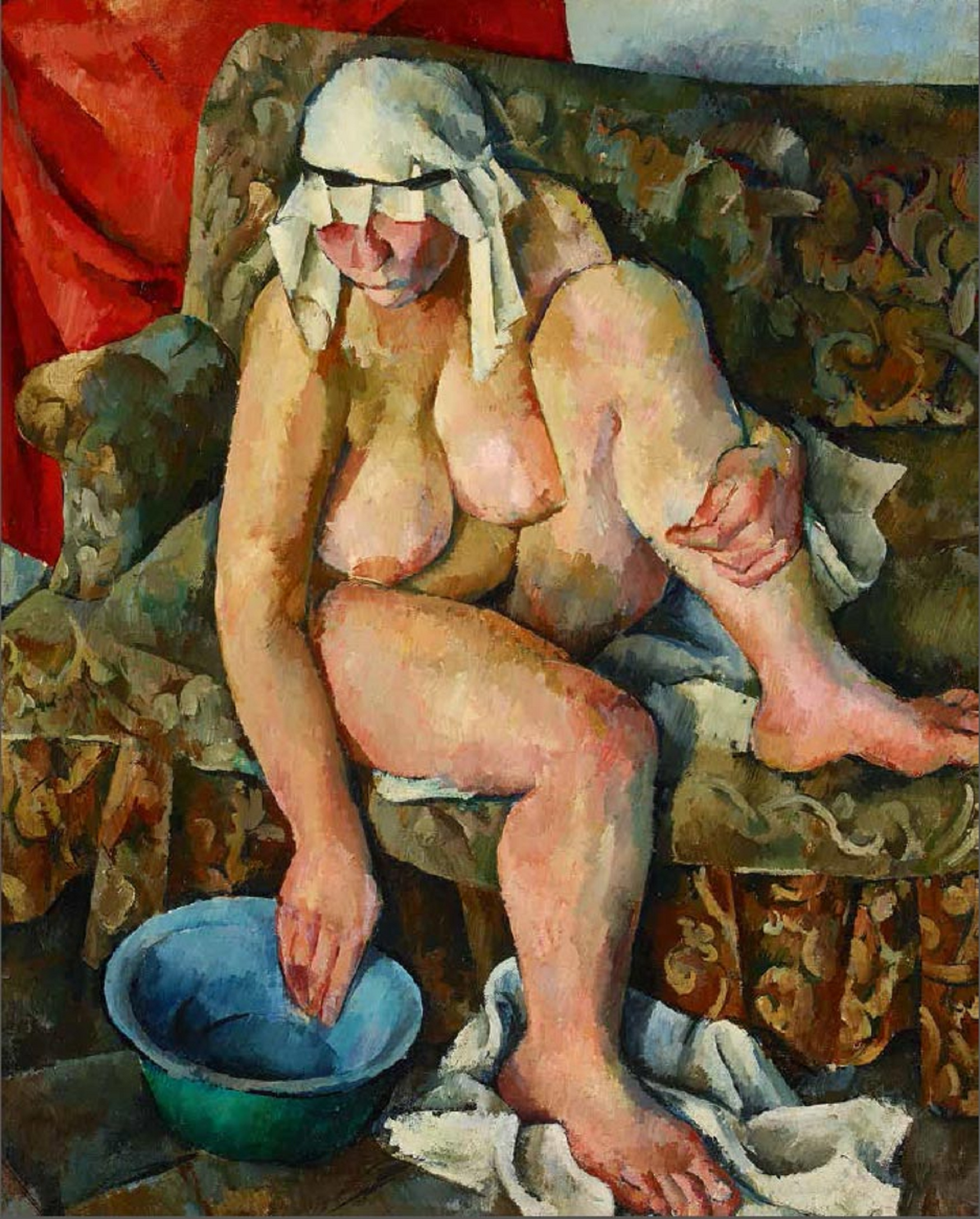
Donna Nuda con Kefiah, 1922
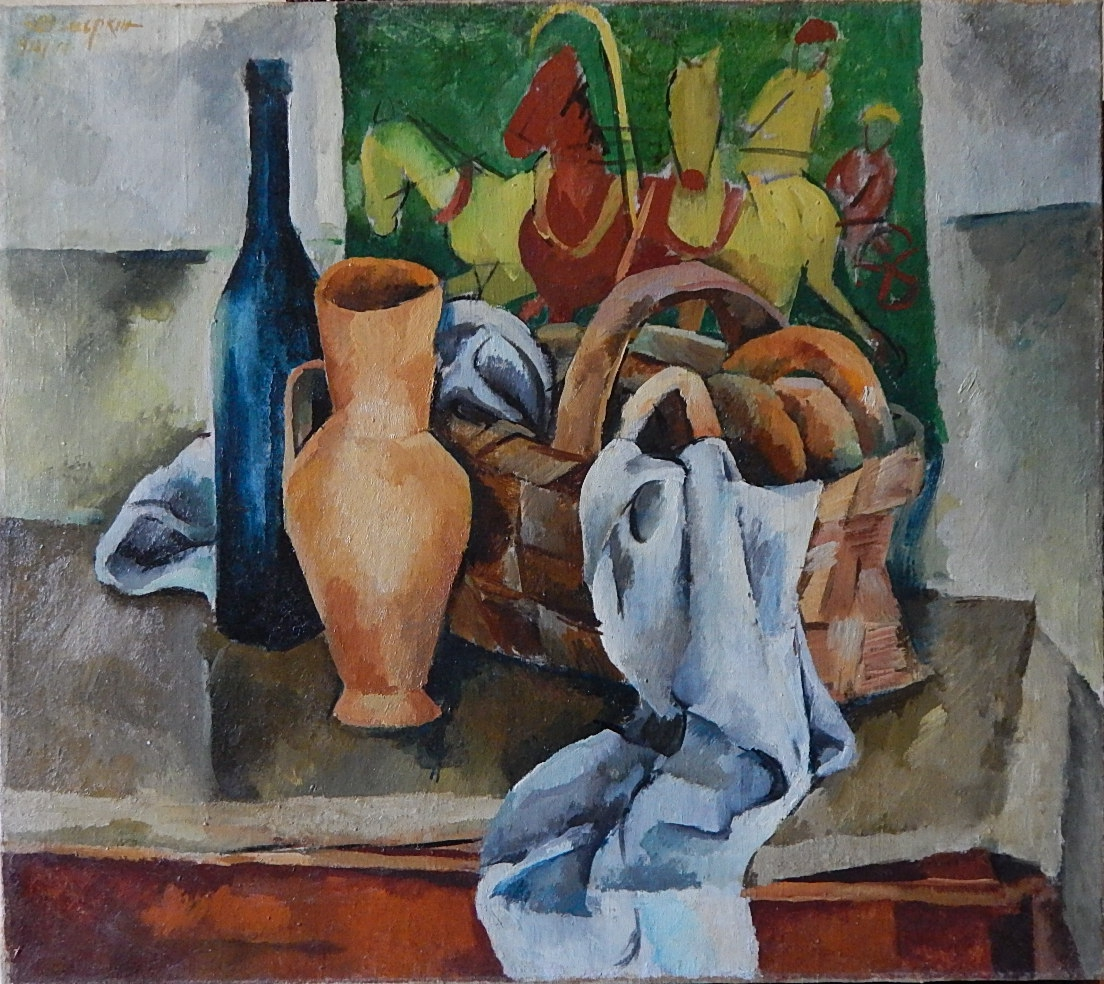
Naturmort com cartão brilhante e cobre
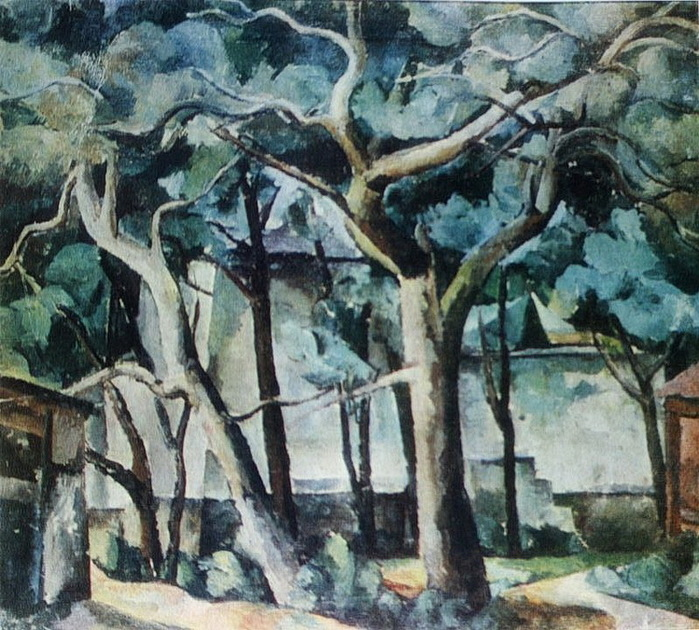
Paisagem de verão ao estilo de Cézanne
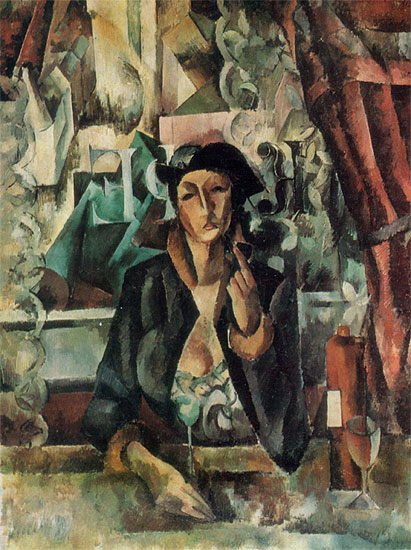
Retrato da mulher do artista, Ekaterina Barkova in cafe, 1919
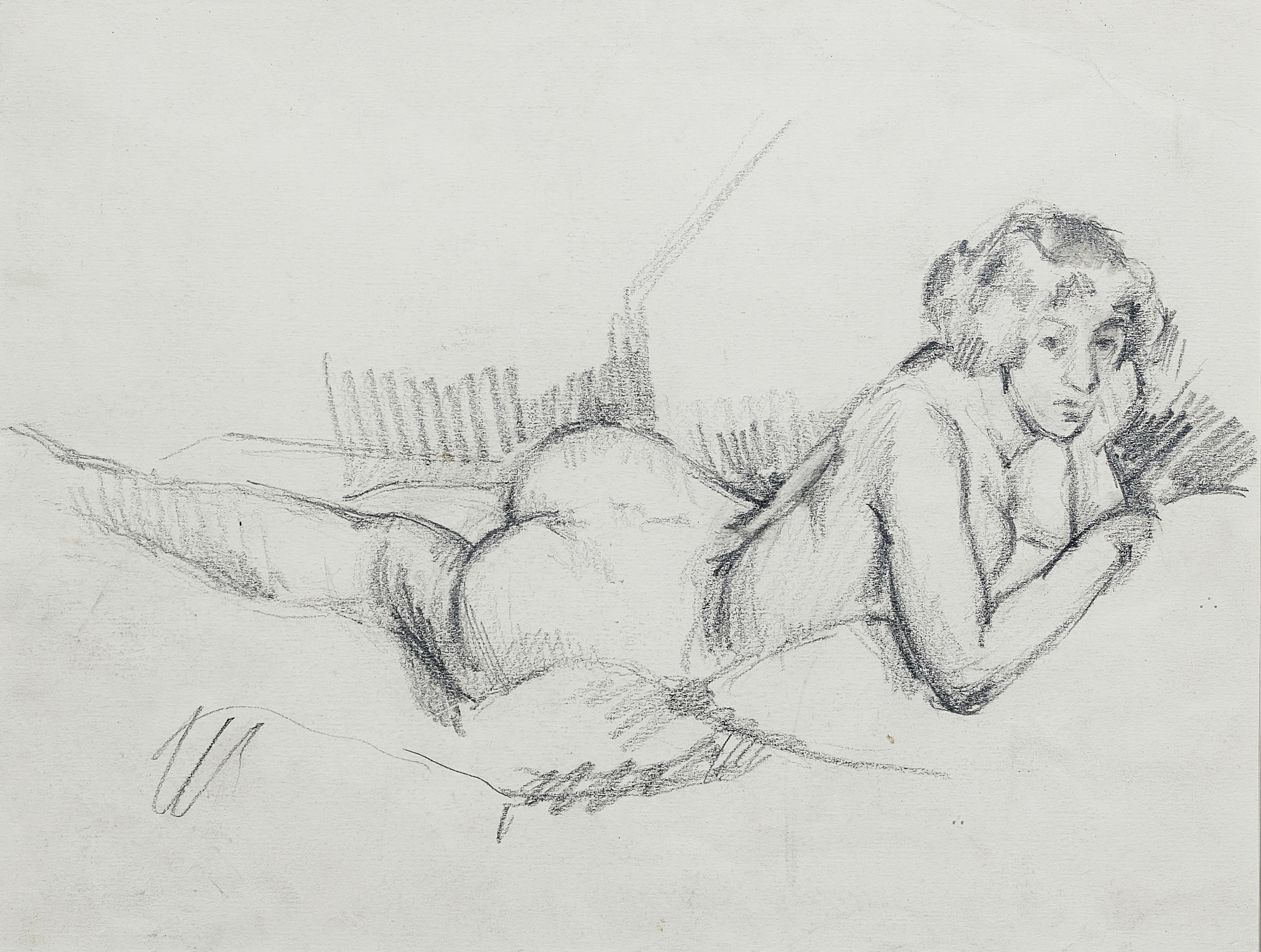
Retrato da mulher do artista, Ekaterina Barkova
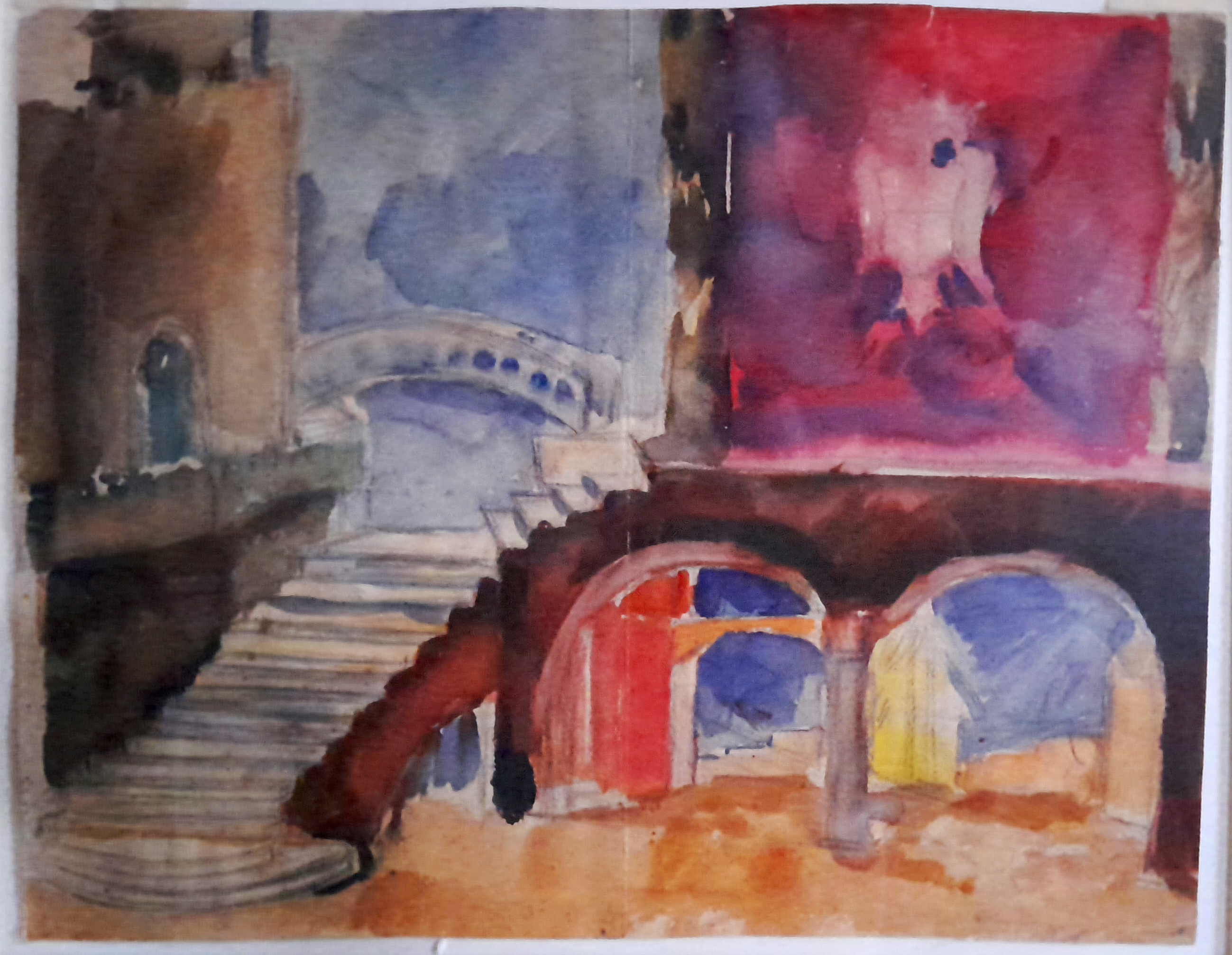
Cenografia para a peça Fuente Ovejuna de Lope de Vega, 1914

## Ler mais
- Khardzhiev, Nikolai; Malevich, Kazimir; Matiushin, Mikhail (1976). Khardzhiev, Nikolai (ed.). K istorii russkogo avangarda (in Russian). Stockholm: Almqvist and Wiksell International. ISBN 9122000836.
- 50 anos de arte sovietico. Barcelona, Soviet Catalonia, S.A. Editions, 1990.
- Plaggenborg, Stefan. Revolution and Culture. Cultural Landmarks in the Period between the October Revolution and the Era of Stalinism // St. Petersburg, Neva Magazine, 2000. (Плаггенборг, Штефан. Революция и культура. Культурные ориентиры в период между Октябрьской революцией и эпохой сталинизма // Санкт-Петербург, журнал "Нева", 2000.)
- Gabrichevsky, Alexander Georgievich. Morphology of Art / A. G. Gabrichevsky. - Moscow, Agraf Editions, 2002. (Габричевский А. Г. Морфология искусства / А.Г. Габричевский. - М.: Аграф, 2002.)